# Arthur király – A kard legendája
Az Arthur király – A kard legendája (eredeti cím: King Arthur – Legend of the Sword)  2017-ben bemutatott amerikai kalandfilm, amelynek a rendezője, producere és írója Guy Ritchie volt, a főbb szerepekben pedig Charlie Hunnam és Jude Law látható. A film költségvetése 175 000 000 dollár volt.

## Cselekmény
A fiatal Arthur Londinium sikátoraiban bujdokol, mióta a diktátor Vortigern megölte a szüleit és ellopta a koronáját. A fiú nem is sejti magáról, hogy a királyi vérvonal tagja, mígnem egy nap megragadja az Excaliburt, a legendás kardot a kőben. Rögtön a befolyása alá kerül. Csatlakozik egy lázadáshoz, megvív a saját démonaival és egyesíti az embereket a mágikus fegyver erejével, hogy bosszút állhasson szülei gyilkosán és azzá váljon, akinek született: Anglia királyává.

## Szereplők
| Szerep                    | Színész               | Magyar hang           |
| ------------------------- | --------------------- | --------------------- |
| Arthur                    | Charlie Hunnam        | Schmied Zoltán        |
| Vortigern                 | Jude Law              | Stohl András          |
| Mágus                     | Àstrid Bergès-Frisbey | Bánfalvi Eszter       |
| Bedivere                  | Djimon Hounsou        | Király Attila         |
| Bill                      | Aidan Gillen          | Széles Tamás          |
| Uther                     | Eric Bana             | László Zsolt          |
| Nyirkos                   | Kingsley Ben-Adir     | Fehér Tibor           |
| Percival                  | Craig McGinlay        | Dévai Balázs          |
| George                    | Tom Wu                | Kaszás Gergő          |
| Tik-tak                   | Neil Maskell          | Mészáros Máté         |
| Maggie                    | Annabelle Wallis      | Zsigmond Tamara       |
| Elsa                      | Katie McGrath         | Sallai Nóra           |
| Rubio                     | Freddie Fox           | Jéger Zsombor         |
| Kökény                    | Bleu Landau           | Pál Dániel Máté       |
| Szürkeszakáll             | Mikael Persbrandt     | Borbiczki Ferenc      |
| Igraine                   | Poppy Delevingne      | Kisfalvi Krisztina    |
| A tó úrnője               | Jacqui Ainsley        | Bertalan Ágnes        |
| Catia                     | Millie Brady          | Csuha Bori            |
| Szirén                    | Lorraine Bruce        | Makay Andrea          |
| Szirén                    | Eline Powell          | Bogdányi Titanilla    |
| Szirén                    | Hermione Corfield     | Mezei Kitty           |
| Kengyel                   | David Beckham         | Makranczi Zalán       |
| John                      | Geoff Bell            | Bede-Fazekas Szabolcs |
| Lucy                      | Nicola Wren           | Andrusko Marcella     |
| Feketevértes a bordélyban | Wil Coban             | Patkós Márton         |
| Kay                       | Georgina Campbell     | Gubik Petra           |
| Mercia                    | Peter Ferdinando      | Viczián Ottó          |
| Jack Szem                 | Michael McElhatton    | Mihályfi Balázs       |
| Férfi a sorban            | Max Rogers            | Rada Bálint           |
| Mike                      | James Warren          | Takátsy Péter         |
| Feketevértes az utcán     | Robbie Carpenter      | Szabó Máté            |
| Kelta őrmester            | Mark Epstein          | Zágoni Zsolt          |
| Báró                      | Peter Guinness        | Pálfai Péter          |
| Báró                      | Mark Umbers           | Varga Rókus           |
| Báró                      | Adrian Bouchet        | Tóth Roland           |